# Sargassohavet

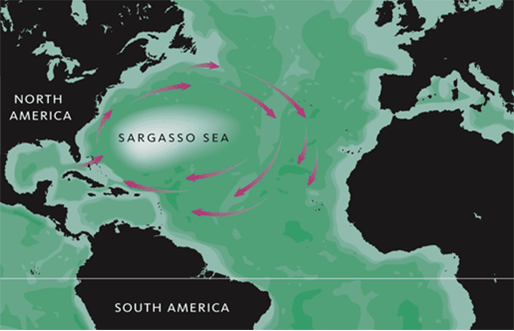
Sargassohavet med omgivande havsströmmar.

Sargassohavet är ett hav i västra delen av norra Atlanten, nordost om Kuba och Bahamas. Bermuda ligger i dess västra delar. Sargassohavet har inga skarpa avgränsningar utan avgränsas av fyra havsströmmar: Golfströmmen i väst, Nordatlantiska driften i norr, Kanarieströmmen i öst och Nordatlantiska ekvatorialströmmen i söder. Sargassohavet består av en stor, långsam vattenvirvel, vilken uppstår som ett resultat av havsströmmarna runtomkring. Inflöde och utflöde av ytvatten i Sargassohavet är därför avsevärt mindre här än i oceanerna i allmänhet; Sargassohavet är som ett stort bakvatten i skuggan av Golfströmmen. Sargassohavet är, grovt räknat, 1 100 kilometer brett och 3 200 kilometer långt och sträcker sig mellan de 40–70 västliga längdgraderna och de 25–30 nordliga latituderna.
Det upptar omkring 5,2 miljoner kvadratkilometer, har ett största djup på 7 000 meter och ett genomsnittligt djup på 5 000 meter.

## Historia
Sargassohavet fick tidigt sitt namn på grund av att området ständigt bär tjocka mattor av en speciell sorts brunalg, sargassotång (släktet Sargassum). 
Redan den karthagiske upptäcktsresanden Himilkon beskrev på 500-talet f.Kr. Sargassohavet som det ofta ter sig idag. I en reseskildring beskriver han havet sedan han passerat Herakles stoder:
Mycket tång växer i dalarna mellan vågorna och saktar ned fartygen som buskar [...] Här rör sig havets monster långsamt hit och dit och stora monster simmar likgiltigt bland de långsamt krypande fartygen.
Avienus (300-talet e.Kr.)
Närheten till Bermuda och den ökända Bermudatriangeln har givit Sargassohavet ett dåligt rykte förknippat med de många skepp som försvunnit i området. Detta rykte har förstärkts av den ofta totala stiltje som tillsammans med tångsnärjorna tvingar många fartyg att hjälplöst driva omkring i vad som ibland kallats "Fartygskyrkogården".

## Flora och fauna
| Amerikansk ål                                                                                                 |
| |
| Amerikansk ål. Fördelningen och storleken på ållarver i Atlanten visar på ett ungefär Sargassohavets storlek. |

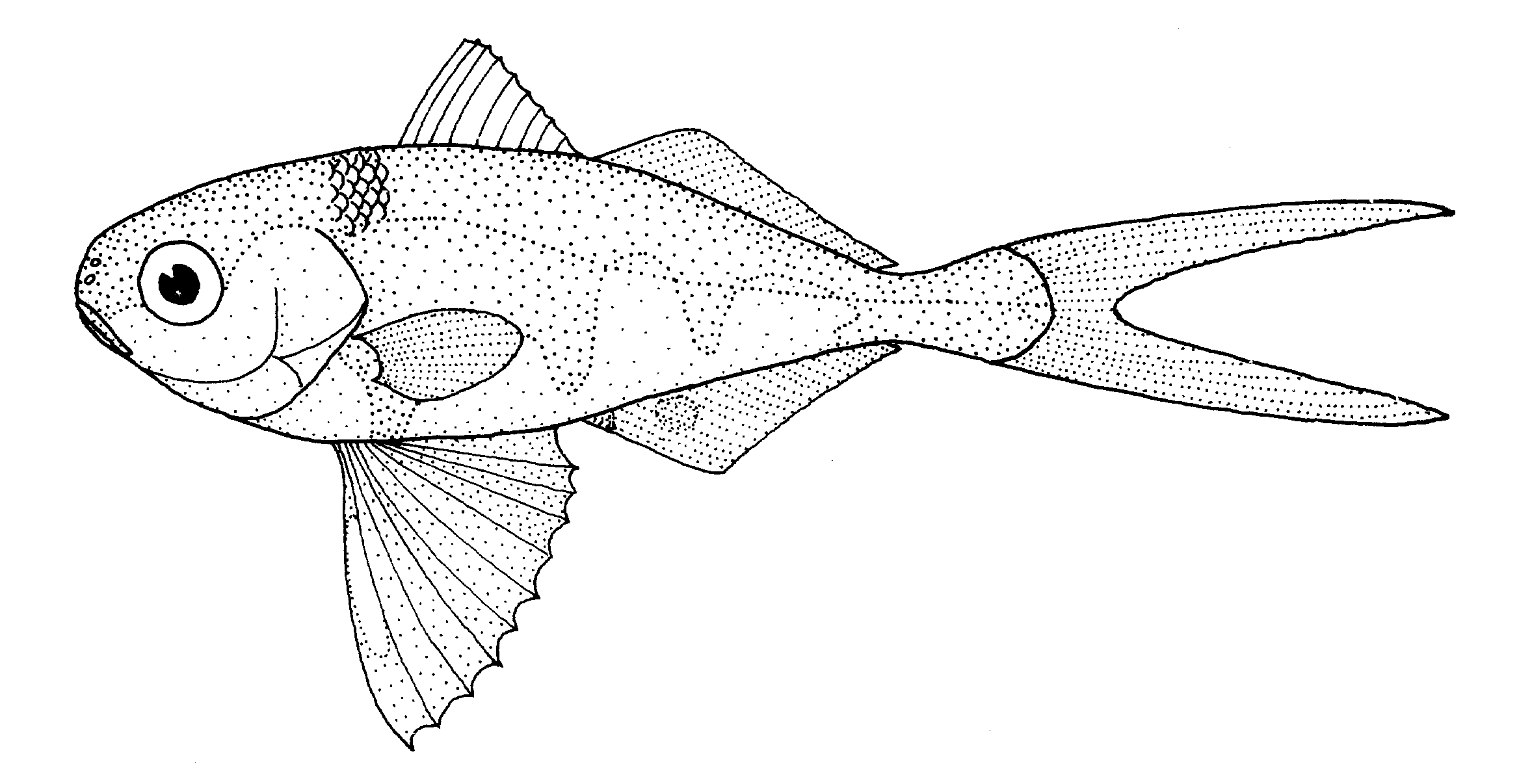
Nomeus gronovoii
Illustration: Dr Tony Ayling, 1982. (CC-BY 1.0)

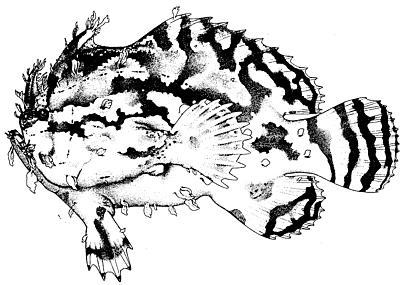
Sargassofisk

Sargassohavet har fått sitt namn efter de stora mängder sargassotång (Sargassum) som flyter fritt i vattnet. De kan bli upp till 300 meter långa och bildar stora "skogar" som utgör ett viktigt habitat för krabbor, maskar och många andra havsdjur. Man tror att dessa alger blir mycket gamla och mycket väl kan ha mött Christofer Columbus då han en gång upptäckte havet. Till Sargassohavet kommer amerikansk och europeisk ål för att leka och föröka sig. Alla ålar börjar sina liv med den långa simturen från Sargassohavet till sina olika floder och sjöar på de omgivande kontinenterna.
De flytande algerna i Sargassohavet erbjuder både skydd och föda åt hundratals djurarter. Små ryggradslösa djur lever i tången och attraherar stora rovdjur vars avföring i sin tur när algerna. De havsströmmar som driver samman sargassotången för också upp kringdrivande maneter och blåsmaneter (Physalia physalis). Manetfiskar (Nomeidae) som Herdefisk som lever bland blåsmaneternas farliga tentakler livnär sig på djurplankton och blåsmanetens könskörtlar. En art av havssköldpadda, oäkta karettsköldpadda (Caretta caretta), anfaller gärna dessa fiskar som, om de flyr från sitt skydd under blåsmaneten, riskerar att attackeras av guldmakrillar (Coryphaena hippurus).
Sargassohavet utgör en frizon för sju arter havssköldpaddor. Dessa små sköldpaddor simmar så fort de har kläckts till Sargasso där de relativt tryggt kan livnära sig på maneter, sniglar, krabbor och räkor under de första farliga uppväxtåren. Med sina kamouflagefärger och sina oregelbundna former kan sargassoulkar (Antennariidae) som tångulken (Histrio histrio) leva tryggt bland algerna. De mer eller mindre går fram på tången med sina armliknande fenor och fångar förbipasserande djur genom att ligga blickstilla och vänta på bytet.